# Vulpes vulpes rubricosa
Vulpes vulpes rubricosa es una subespecie de  mamíferos carnívoros  de la familia Canidae.

## Distribución geográfica
Se encuentran en Norteamérica: el sur del Quebec y Nueva Escocia.